# Una pallottola spuntata (film 2025)
Una pallottola spuntata (The Naked Gun) è un film del 2025 diretto da Akiva Schaffer, che ne ha curato la sceneggiatura insieme a Dan Gregor e Doug Mand.
È il quarto capitolo della serie iniziata con Una pallottola spuntata e proseguita con Una pallottola spuntata 2½ - L'odore della paura e Una pallottola spuntata 33⅓ - L'insulto finale. Il film è interpretato da Liam Neeson nel ruolo del tenente Frank Drebin Jr. e da Pamela Anderson, Paul Walter Hauser, CCH Pounder, Kevin Durand, Cody Rhodes, Liza Koshy, Eddy Yu e Danny Huston. Presente in un cameo anche Priscilla Presley, sempre nel ruolo di Jane Drebin, vedova di Frank Sr. e madre di Frank Jr.

## Trama
Una banda di rapinatori assale una banca di Los Angeles; l'intrepido tenente Frank Drebin Jr. li neutralizza tutti travestendosi da studentessa ignorando che il misfatto era solo una copertura per rubare un misterioso congegno denominato P.L.O.T. da una cassetta di sicurezza. Il capo della polizia Davis, intanto, non ne può più dei metodi oltre la legge di Drebin e lo solleva dall'indagine relativa alla rapina. L'uomo chiede quindi al defunto padre Frank Drebin di aiutarlo nella risoluzione del caso.
Drebin indaga dunque sull'incidente in cui ha perso la vita l'ingegnere informatico Simon Davenport: sembrerebbe un suicidio, ma il tenente non è convinto di ciò come anche Beth, sorella del defunto; il poliziotto scoraggia l'affascinante donna dall'indagare personalmente. Drebin incontra poi Richard Cane, proprietario dell'azienza Edentech che aveva Simon sotto contratto, durante una fiera tecnologica. Il ricco individuo dona un'auto elettrica a guida autonoma alla polizia e lo invita a frequentare il suo nightclub personale, e il tenente nota che la scatola di fiammiferi trovata sul luogo dell'incidente di Simon ha lo stesso logo del locale di Cane.
Poco dopo Cane mostra ad alcuni suoi ospiti come userà il dispositivo P.L.O.T. ("Legge Primordiale della Tenacia") rubato per riportare gli umani allo stato più selvaggio, facendoli eliminare tra loro per far sì che i suoi compagni miliardari, isolati al sicuro in un bunker, possano poi governare la futura popolazione terrestre. Drebin, mentre interroga uno dei rapinatori arrestati precedentemente, scopre l'esistenza della cassetta di sicurezza che era di Simon, e che collega i due casi.
Al nightclub Beth, decisa ad aiutare nelle indagini, distrae Cane mentre Drebin combatte contro numerosi scagnozzi per accedere alle riprese di sicurezza, scoprendo così che Simon si era incontrato con un giornalista. Davis sospende però il tenente per insubordinazione quando scopre che ha continuato a indagare sulla rapina. Beth rimane vicino al demoralizzato Drebin, che decide di riaprire le porte all'amore anni dopo esser rimasto vedovo. I due  trascorrono un romantico weekend in un rifugio alpino.
Drebin, rinvigorito nell'animo, cerca il giornalista ma lo trova assassinato. Caduto in una trappola e finito con l'autoincriminarsi dell'omicidio, fugge con l'auto elettrica ma Cane ne prende il controllo da remoto e aumenta la velocità del mezzo per eliminare il tenente. Questi riesce però a salvarsi e scopre da Beth che Simon temeva per l'uso improprio del P.L.O.T.: è per questo che è stato eliminato.
Drebin cattura un complice di Cane e lo costringe a confessare il piano relativo al P.L.O.T., che sarà attivato durante un incontro di arti marziali miste nella notte di capodanno. Il tenente accorre in loro aiuto, ma non può impedire che il P.L.O.T. sia attivato, così si scatena una violenza insensata in tutta la città. Drebin trova finalmente un aiuto da suo padre che si manifesta sotto forma di un gufo il quale boicotta la fuga di Cane. Questi cerca infine la rissa col tenente ma viene facilmente neutralizzato. Riportato l'ordine in città invertendo il comando del P.L.O.T., Drebin e Beth si abbracciano.

## Distribuzione
Il film è stato distribuito in Italia da Eagle Pictures il 30 luglio 2025 e negli Stati Uniti da Paramount Pictures il 1º agosto seguente.

## Accoglienza

### Incassi
Il film ha incassato 42640700 $ in Nord America e 30900000 $ nel resto del mondo, per un totale di 73540700 $. In Italia ha incassato 594081 €.

### Critica
Il film è stato accolto positivamente dalla critica: su Rotten Tomatoes il film ha un punteggio dell'87% basato su 291 recensioni; il consenso critico del sito recita "Con la pesante gravità di Liam Neeson che si rivela perfetta per la buffoneria impassibile di Frank Drebin, Una pallottola spuntata fa rivivere il bizzarro senso dell'umorismo della trilogia originale come se non fosse mai passato di moda". Su Metacritic il voto medio è di 75/100 basato su 48 recensioni.